# Freyschlössl

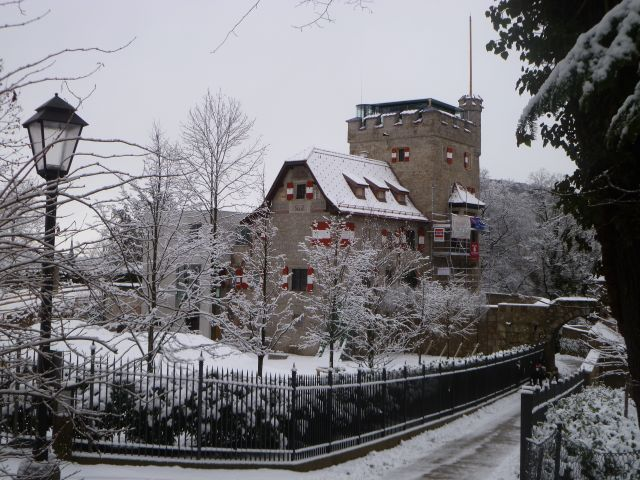
Freyschlössl auf dem Mönchsberg

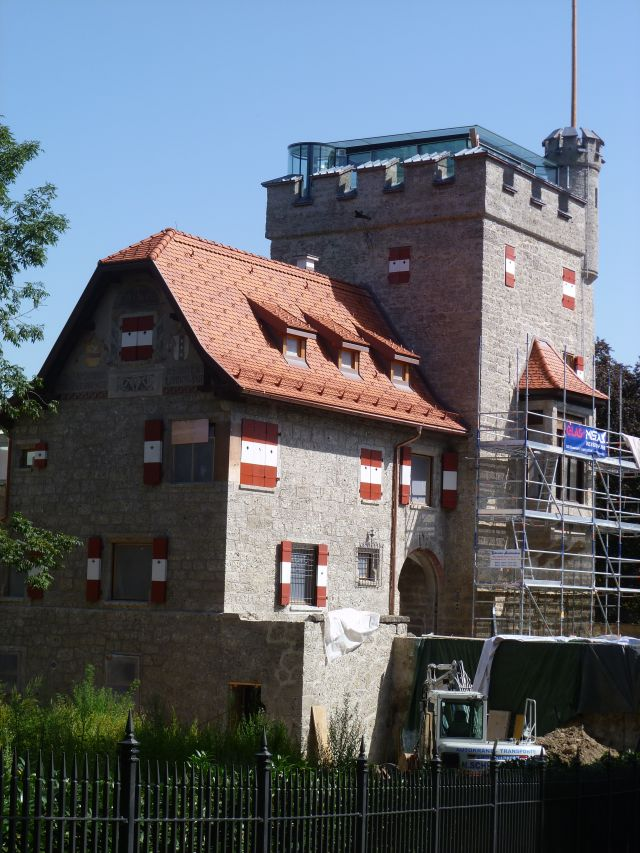
Freyschlössl vom Oskar-Kokoschka-Weg aus gesehen

Das Freyschlössl, (auch Frey-Turm oder Freyburg, alter Name: Roter Turm) am Mönchsberg Nr. 15 nördlich des Oskar-Kokoschka-Weges ist ein Befestigungsturm am Weg von der Festung Hohensalzburg zur Richterhöhe.

## Geschichte
Der Rote Turm wurde zum Schutz der Scharte zwischen Mönchs- und Festungsberg und des dortigen Stadttores vermutlich im späten 13. Jahrhundert errichtet. Anlässlich von Rechtsstreitigkeiten zwischen dem Kloster und dem Erzbischof im Jahr 1372 wurde klargestellt, dass „Rote Thurn“ sowie der nahe „Abtsthurn“ seit Menschengedenken im Besitz des Klosters waren. Der hohe Turm besaß einen quadratischen Grundriss, er war mit einem Pyramidendach gedeckt, das auch den allseits auskragenden Wehrgang im obersten Turmgeschoß schützte. Mit dem tiefer stehenden Abtsturm stand er vermutlich mit einer hinteren Wehrmauer in Verbindung, beide Türme bildeten dabei die Eckpunkte eines Zwingers. Der Turm verlor mit der neuen Lodronschen Wehrmauer weitestgehend seine militärische Bedeutung. Bis 1821 gehörte das Anwesen mit seiner Meierei zum Kloster St. Peter.
Die Bauform des Roten Turms blieb bis Anfang des 19. Jahrhunderts weitgehend erhalten; an seiner Nordseite war später ein Kuhstall angebaut, oberhalb war eine hölzerne Heulege, angebaut war eine Laubhütte. Es war auch eine gedeckte Zisterne vorhanden. Mit den dazugehörenden Grundstücken bildete der Besitz die Meierei am rothen Thurm, die vom Kloster an Pächter vergeben wurde. Da der Ertrag aus den Verpachtungen aber sehr gering war, betrieb 1821 der Abt Albert Nagenzaun den Verkauf der Meiereien. Den Zuschlag erhielt die Regendachmacherin Theresia Reiter. In der Folge wechselten die Besitzverhältnisse rasch.
Dies änderte sich, als der Turm am 22. März 1862 von Carl von Frey (1826–1896) erworben wurde. Dieser ließ das Schlösschen im Geiste der Romantik durch den Baumeister J. Götz in neugotischem Stil innen und außen renovieren und den Garten mit einem neuen Zaun umgeben. Zur Einweihung sangen am 11. Juni 1863 die Mitglieder der „Flögelwarte“ (ein Verein, der zur Pflege des Chorgesangs und der Klassischen Musik vom Mediziner Carl Flögel gegründet worden war). In dem Schloss konnte sein Besitzer seine historischen Sammlungen unterbringen. Der Geograph Eduard Richter heiratete 1872 Juli von Frey, die einzige Tochter aus der Ehe Carl von Freys mit seiner Gemahlin Anna (geb. Gugg). Juli von Frey verstarb allerdings bereits 1873 bei der Geburt ihrer Tochter. Es waren aber noch vier weitere Brüder vorhanden, welche den Besitz übernehmen konnten. Nach dem Tod Carl von Freys kam das Schlösschen 1897 an Maximilian von Frey, einen deutsch-österreichischen Physiologen. Bis 2009 lebte noch eine 70-jährige Nachfahrin der Freys mit ihren Katzen in den bereits stark regenfeuchten Räumen des Schlösschens.

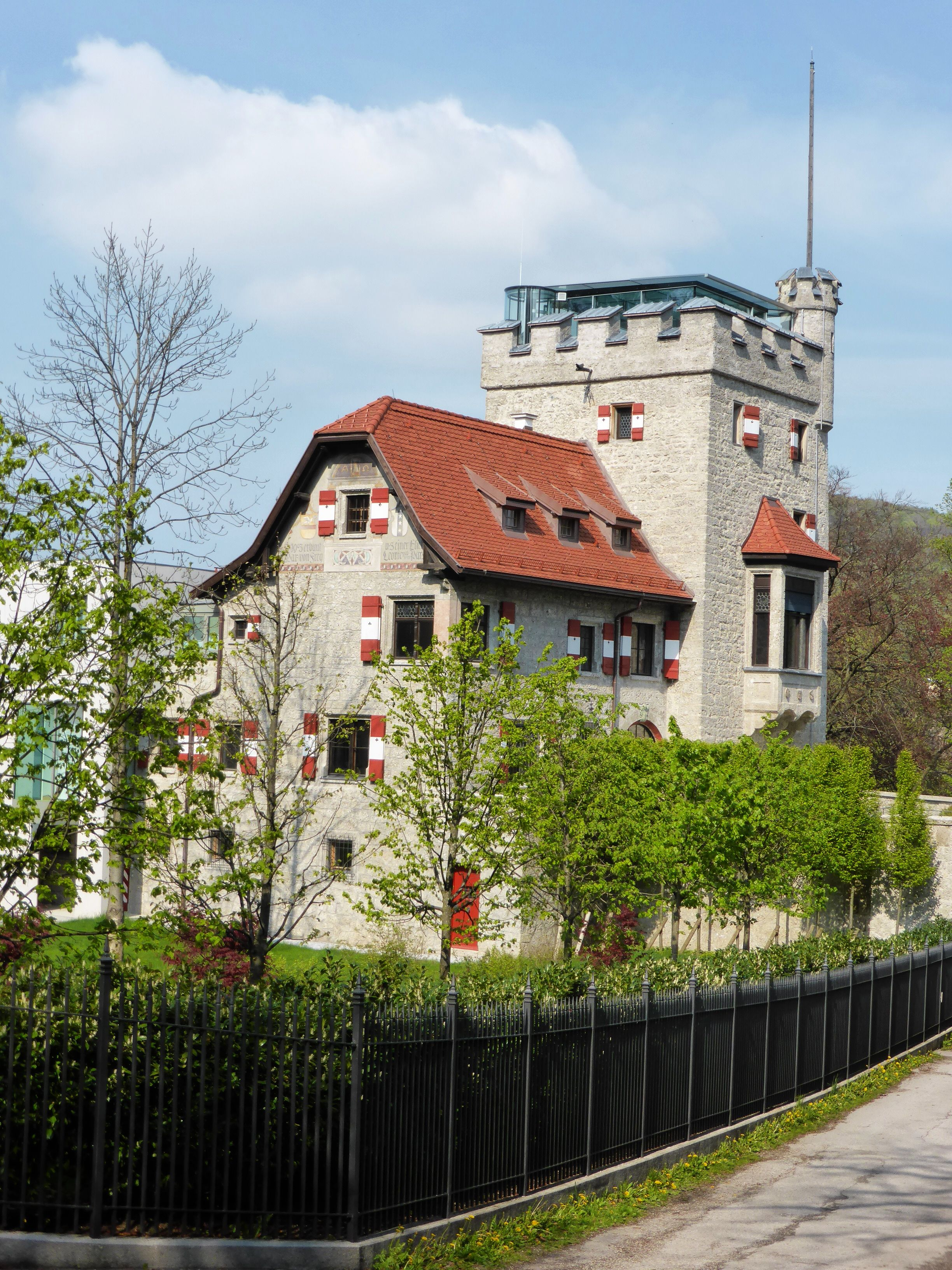
Freyschlössl heute
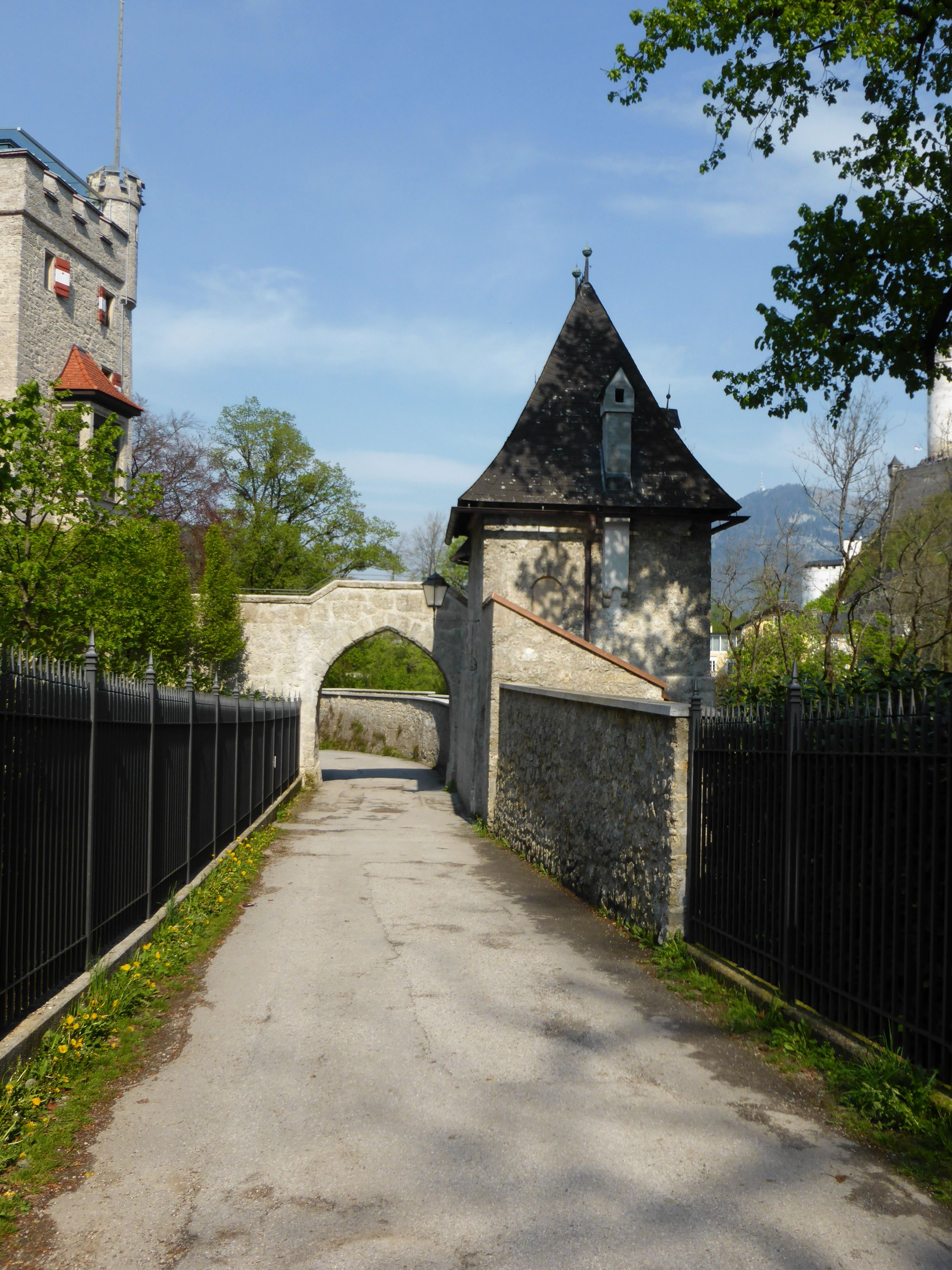
Freyschlössl: Nebengebäude
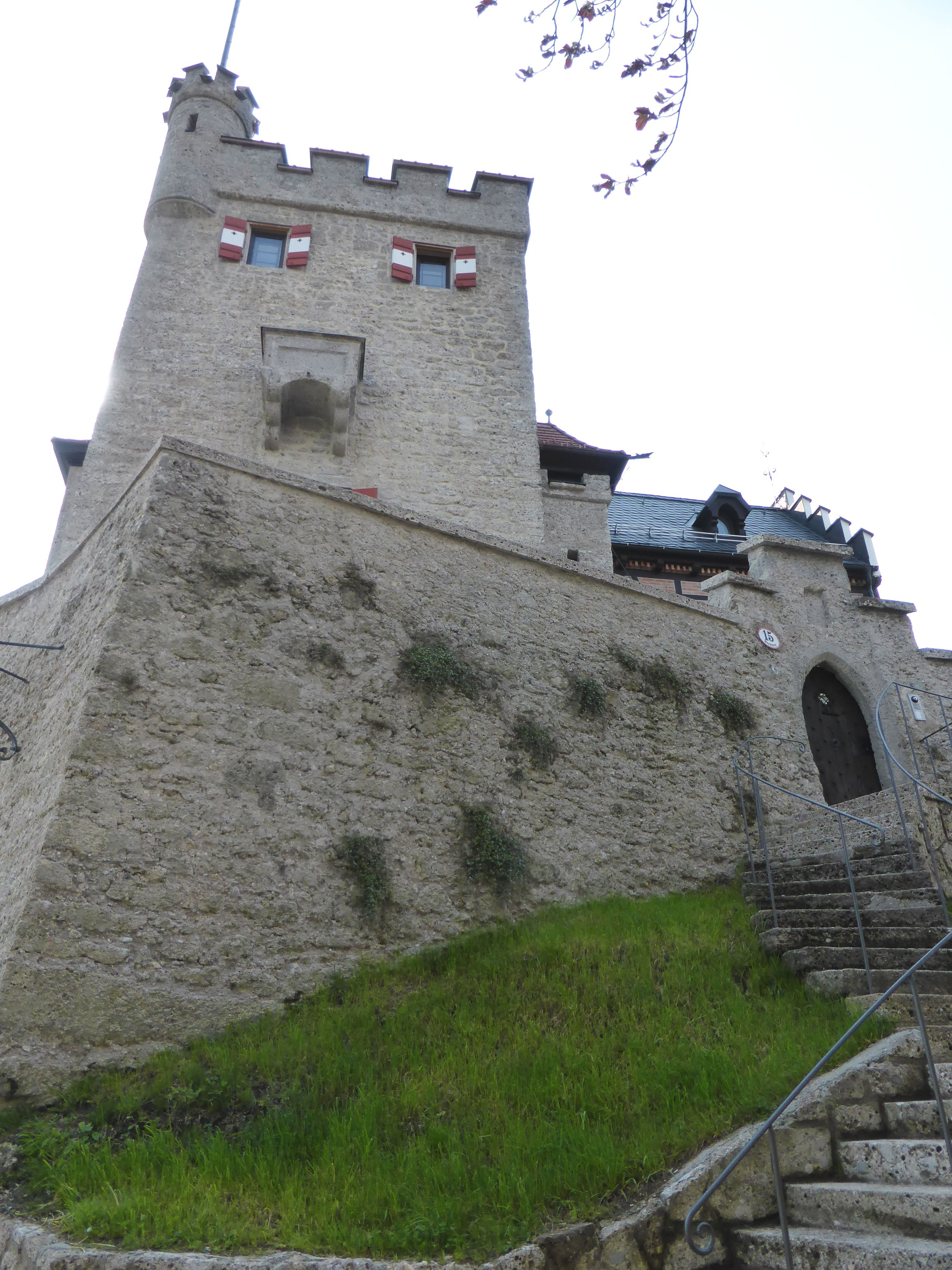
Freyschlössl: Rückseite
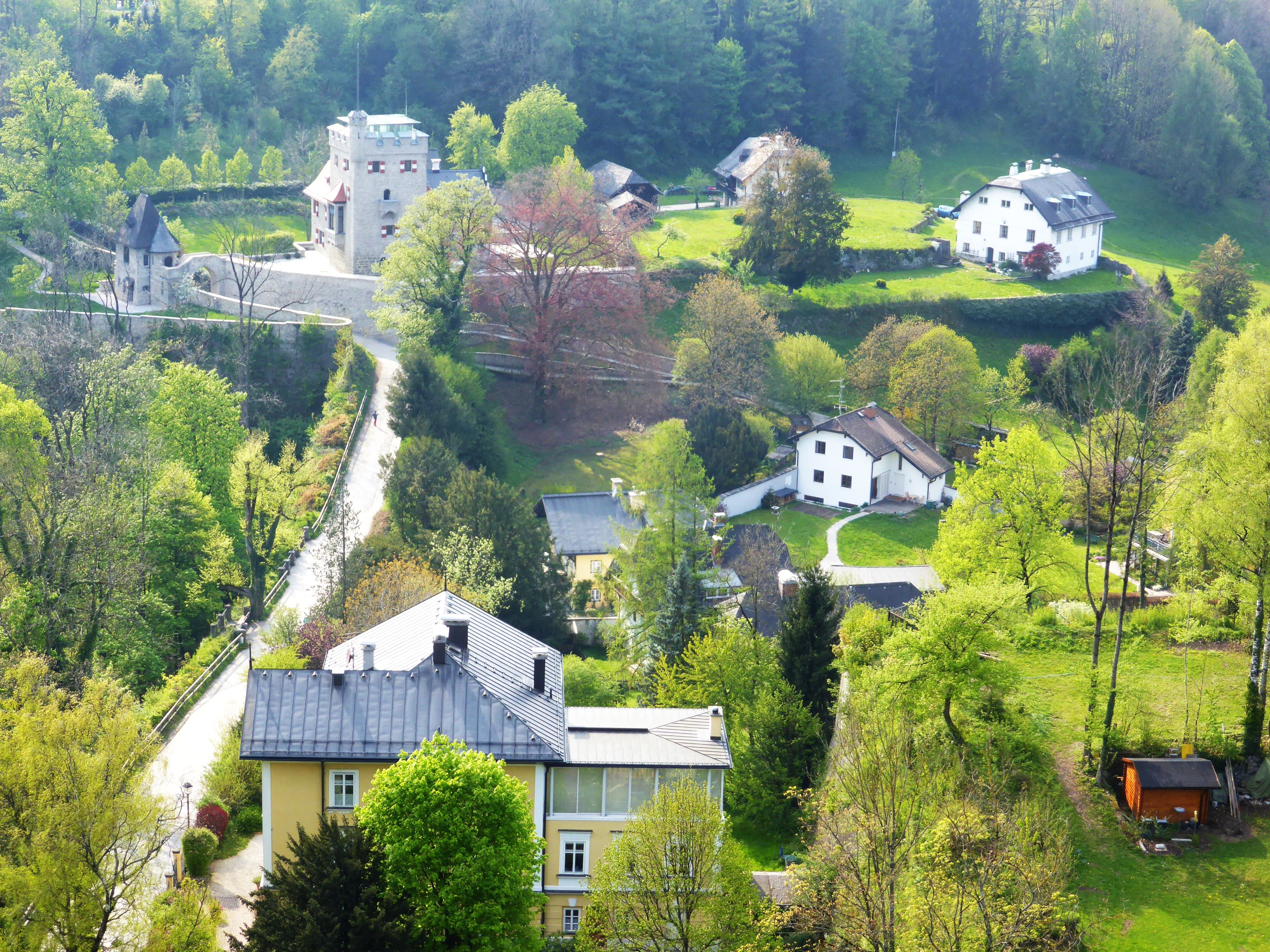
Freyschlössl: Gesamtanlage von der Festung Hohensalzburg aus
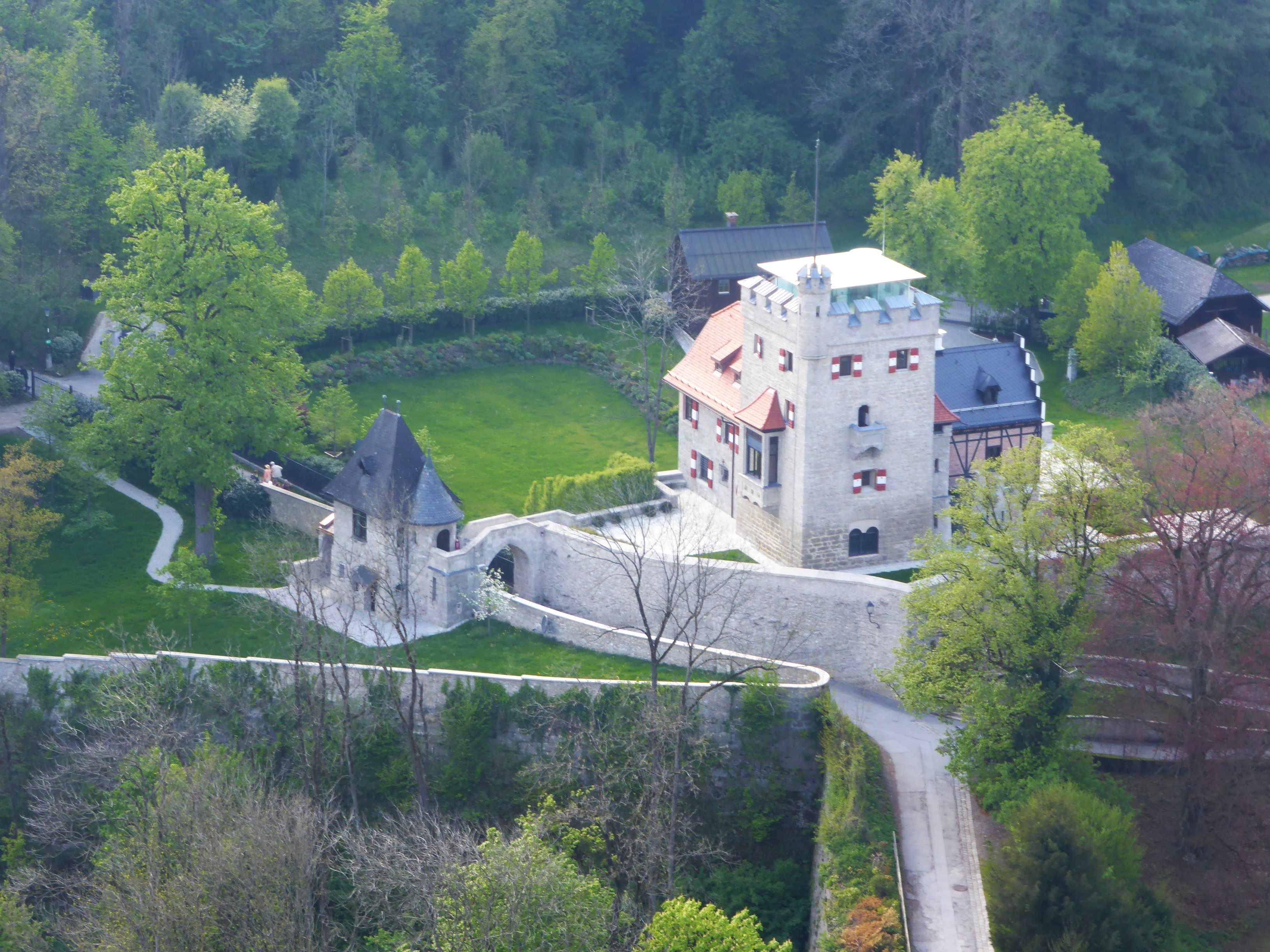
Freyschlössl: Gesamtanlage von der Festung Hohensalzburg aus

## Das Freyschlössl heute
Im Jahr 2009 erwarb Matthias Kaindl (1927–2019), der Eigentümer des Unternehmens Kaindl Holzindustrie war, das Anwesen und ließ es seit dieser Zeit – da es bereits in großen Teilen stark beeinträchtigt war – aufwändig restaurieren. Auf dem Turm wurde ein Glaskuppeldach angebracht und neben dem Turm ein Anbau aus Beton hinzugefügt. Der Garten, auch unterhalb des Oskar-Kokoschka-Weges, wurde neu eingezäunt und ein hölzernes „Torhaus“ wurde neu gebaut. Im Jahr 2014 wurde ein lokaler Immobilienmakler von der Imlau-Stiftung zur Vermarktung der Immobilie für kolportierte 25 Millionen Euro beauftragt.